# Приск (генерал)
Вижте пояснителната страница за други личности с името Приск.
Приск (Priskos; лат. Priscus; † 613 в Константинопол) e източноримски генерал на Маврикий, Фока и Ираклий и зет на Фока. Най-големият му успех в кариерата му е по време на Балканските походи на Маврикий, заедно с Петър (Petros) и Коментиол (Komentiolos).
На служба при Маврикий 587 – 602 
През 587/588 г. той е назначен на мястото на генерал Филипик (Philippikos) като magister militum per Orientem, но войските не го признават и командването поема отново Филипик.
Приск получава тогава командването над войските на Балканския полуостров. Неговият пръв балкански поход с неопитни войски през 588 г. няма успех. През 593 г. той води успешно една войска в Мизия против славяните. През 594 г. е сменен за неизпълнение на заповед от Петър, брата на Маврикий. Следващата година получава отново главното командване на друга войска на горе по реката, където има успехи против аварите.
През 597/598 г. е обкръжен от аварите в Томис на Черно море и освободен при пристигането на Коментиол в гърба на аварите. Когато Коментиол е притиснат от аварите, Приск обаче не му идва на помощ.
През следващото време Приск заедно с Коментиол действа много успешно в територията на днешен Банат против аварите. Оттогава римляните вече не смятали аварите за непобедими.
На служба при Фока, зет на същия, 602 – 610
От тримата военачалници само Приск оживява при свалянето на Маврикий. През ноември 602 г. Приск се намира в Армения със задачата да събере войски. Той е далече от мястото на бунта и успява да се разбере с новия император Фока. Около новата година 602/603 г. той е произведен на Comes Excubitorum. През 606 г. Приск се жени за дъщерята на Фока. Изпада в немилост при императора, когато населението на Константинопол започнало да почита неговите статуи наравно с тези на Фока.
На служба при Ираклий и заточение в манастир 610 – 613
През 610 г. Приск заговорничи с Ираклий против своя тъст. Ираклий му дава през 611/612 г. главното командване и задачата да се справи с персийския гарнизон на Цезарея. Заради провала му Ираклий го подстригва (Tonsur) за монах през 612 г. и го въдворява в манастир, където следващата година умира.
Като един от малкото оживели при политическите събития от 602 – 611, Приск играе важна роля като очевидец за историка Теофилакт Симоката.